# Wiktor Susłow
Wiktor Maksimowicz Susłow (ros. Виктор Максимович Суслов, ur. 26 października?/8 listopada 1910 we wsi Noworomanowskoje w obwodzie kubańskim, zm. w listopadzie 1969) – radziecki działacz partyjny i państwowy.

## Życiorys
Od 1928 do 1931 uczył się w technikum rolniczym w Nowoczerkasku, później studiował w Moskiewskiej Akademii Rolniczej im. Timiriaziewa, po ukończeniu której w 1934 został agronomem w aule Chabez w Czerkieskim Obwodzie Autonomicznym. W 1936 został głównym agronomem Czerkieskiego Obwodowego Oddziału Rolnego, od listopada 1936 do listopada 1937 odbywał służbę w Armii Czerwonej, po czym został nauczycielem w technikum rolniczym w Adygei, a następnie jego dyrektorem. Od 1939 należał do WKP(b), w 1941 był zastępcą szefa Adygejskiego Obwodowego Oddziału Rolnego, następnie został zmobilizowany i skierowany na front, w 1942 został ranny i odesłany do szpitala. Miał stopień starszego porucznika. Po wyleczeniu został kierownikiem Wydziału Wojskowego Komitetu Miejskiego WKP(b) w Tuapse, od lipca 1943 do stycznia 1947 był kierownikiem Wydziału Rolnego Komitetu Obwodowego WKP(b) Adygejskiego Obwodu Autonomicznego, od stycznia 1947 do 1951 kierował Wydziałem Rolnym Krasnodarskiego Komitetu Krajowego WKP(b). Od 1951 do października 1952 był II sekretarzem, następnie (do lutego 1957) I sekretarzem Krasnodarskiego Komitetu Krajowego WKP(b)/KPZR, od 25 lutego 1956 do 17 października 1956 był członkiem KC KPZR, w 1957 został dyrektorem jednego z instytutów badawczych Wszechzwiązkowej Akademii Nauk Rolniczych im. Lenina. Był odznaczony Orderem Lenina i trzema innymi orderami.